# Šarenac
Šarenac (mađ. Ciframajor)  je naseljeni zaselak u jugoistočnoj Mađarskoj.

## Zemljopisni položaj
Nalazi se sjeverozapadno od Tompe i istočno od Miljkuta, Salašica je sjeverno, Čikerija južno-jugozapadno, Aljmaš jugozapadno.

## Upravna organizacija
Upravno pripada Tompi Bačko-kiškunskoj županiji.

## Stanovništvo
Stanovnike se naziva Šarenčanima i Šarenčankama.

## Promet
2 km istočno prolazi državna cestovna prometnica br. 53. Južno i zapadno prolazi kanal Tompai-csatorna.